# Nick Acocella
Nicholas Acocella (Jersey City, 7 de febrero de 1943 - Hoboken, 20 de junio de 2020) fue un periodista político y escritor estadounidense. Fue editor de Politifax, un boletín semanal sobre la política de Nueva Jersey. Desde 2015 fue el presentador del programa Pasta & Politics de NJTV.

## Vida personal
Acocella nació el 7 de febrero de 1943 en el Margaret Hague Maternity Hospital en Jersey City, Nueva Jersey, y creció en West New York, Nueva Jersey. Se graduó de la Escuela Preparatoria de San Pedro, fue a la Universidad La Salle en Filadelfia y pasó un año estudiando en Viena. Luego estudió literatura inglesa en la Universidad de California en Berkeley, antes de aceptar un trabajo docente en Indian Hills High School en Oakland, Nueva Jersey. También volvió a la escuela de posgrado, asistiendo a Universidad de Stony Brook y la Universidad de Delaware.
Estaba casado con Laura Eliasoph Acocella, con quien tuvo dos hijos, Bart y Francesca Rebecca Acocella. Murió de cáncer en su casa de Hoboken, Nueva Jersey, el 20 de junio de 2020.

## Carrera
En 1997, Acocella inició Politifax, un boletín semanal sobre la política de Nueva Jersey, y fue su editor, editor y único escritor. Inicialmente un servicio de fax antes de pasar al correo electrónico, una suscripción anual costaba $400 por 46 ediciones. El diseño del boletín constaba de un fondo blanco con letras en una fuente negra simple. Inicialmente cubrió la política estatal, pero luego también cubrió la política local. La gran cantidad de autoridades gubernamentales en el estado, con 566 municipios en 21 condados, generó la necesidad de cobertura fuera de los diarios del estado que cubren los «pequeños campos de batalla» a nivel de condado y municipio. Acocella también escribió veinte libros sobre béisbol, de los cuales fue fanático de toda la vida, con un libro, The Ball Clubs, que comprende la historia de cada equipo de las grandes ligas.
En 2015, Acocella comenzó a presentar un programa de televisión, Pasta & Politics, en NJTV, donde entrevistaba a varios políticos de Nueva Jersey mientras preparaba platos de pasta; el programa duró cinco temporadas. Los invitados incluyeron a Cory Booker, Chris Christie y otros.

## Obras publicadas
- Acocella, Nicholas (Mayo de 2016). The Black Prince of Baseball: Hal Chase and the Mythology of the Game. con Donald Dewey. University of Nebraska Press. ISBN 978-0803299399.[10]
- Acocella, Nicholas (2005). «Total ballclubs: the ultimate book of baseball teams». Sport Classic. with Donald Dewey. ISBN 978-1894963374.
- Acocella, Nicholas (2005). The All-Time All-Star Baseball Book. with Donald Dewey and Bart Acocella. ISBN 978-0697145949.
- Acocella, Nicholas (1996). The Book of Baseball Lineups. with Donald Dewey. ISBN 978-0806517537.
- Acocella, Nicholas (1994). The Greatest Team of All Time: As Selected by Baseball's Immortals from Ty Cobb to Willie Mays. with Donald Dewey. ISBN 978-1558504219.